# Roma-klassen
Roma-klassen omfattede to italienske panserskibe, og de indgik i opbygningen af den flåde, der blev skabt efter Italiens samling i 1861. De var konstrueret af træ, med pansring langs vandlinjen og ved kanonerne, samt med jernforstærkning på visse upansrede dele. De blev bygget efter tur i Genova, og den lange byggeperiode betød, at der blev tid til at ændre designet, så de blev ikke helt ens.

## Skibene
De to skibe fik navne efter italienske byer, og der var stor symbolværdi i navnene. Rom var slet ikke en del af det italienske kongerige ved navngivningen, og blev først en del af kongeriget i 1870 og hovedstad i 1871. Roma blev det første skib i den italienske flåde med dette navn. Venezia blev en del af Italien i 1866, efter krigen mod Østrig, og Venezia var ligeledes det første med dette navn.
| Navn    | Kølen lagt   | Søsat             | Indgået    | Skæbne                                           |
| ------- | ------------ | ----------------- | ---------- | ------------------------------------------------ |
| Roma    | Februar 1863 | 18. december 1865 | Maj 1869   | Udgået maj 1895. Ophugget 1897                   |
| Venezia | Februar 1863 | 21. januar 1869   | April 1873 | Skoleskib 1881. Udgået maj 1895 og ophugget 1896 |

### Roma
Roma fik nyt artilleri i 1874-75, hvor skibet fik 11 styk 25,4 cm kanoner. I 1890 blev disse udskiftet med 5 styk 20,3 cm kanoner, og Roma gjorde herefter tjeneste som vagtskib for flådehavnen i La Spezia. I 1895 ophørte den aktive tjeneste og skibet blev flydende ammunitionsdepot. Under et uvejr i juli 1896 blev skibet ramt af lynet, fik brand om bord og måtte sænkes af besætningen. Roma blev hævet og ophugget året efter.

### Venezia
Mens forgængeren havde haft artilleriet opstillet i klassisk bredsidearmering, fik Venezia rykket sit artilleri sammen i et centralt batteri med udskæringer, der gav et vist skudfelt forud og agter. Fik lige som søsterskibet nye kanoner i 1874-75, i form af 8 styk 25,4 cm og en 22,9 cm. Perioden som panserskib ophørte i 1881, da Venezia blev ændret til torpedo-skoleskib, kun bevæbnet med lette kanoner. Skibet udgik af flådelisten i 1895 og blev ophugget året efter.

## Eksterne links
Roma-klassen på den italienske flådes hjemmeside (på italiensk)